# Fórnix vaginal
El fórnix vaginal es un receso en fondo de saco que rodea la porción vaginal del cérvix uterino, situado en la parte más profunda de la pared vaginal, se extiende en la depresión creada por la proyección del cuello uterino o cérvix.

## Etimología
La palabra fórnix, en latín, significa ‘arco’. Lo cual se refiere al arco de la vagina. También es conocido por otros nombres, como Fornix uteri y Fornix vaginae.

## Estructuras
En su extremidad superior, la pared vaginal forma alrededor del cérvix, los cuatro fórnix vaginales son: el fórnix anterior, fórnix posterior y dos fórnices laterales (derecho e izquierdo).
- Fórnix anterior. Es una depresión menos profunda que el fórnix posterior, se ubica delante del cérvix, cerca de la  bolsa vesicouterina. Con una profundidad de 0,2 a 0,5 cm.
- Fórnix posterior. Es una depresión más profunda, asciende por detrás del cérvix y su pared está relacionada con el peritoneo atreves de la «bolsa rectouterina» (bolsa de Douglas o cul-de-sac de Douglas).[3][4] Presenta una profundidad de 2,0 a 2,5 cm.
- Fórnices laterales (derecho e izquierdo).

## Sociedad y cultura
Durante el acto sexual en la posición del misionero, la punta del pene alcanza el fórnix anterior, mientras que en la posición del perro, alcanza el fórnix posterior.

### Punto A
Conocido también como zona erógena del fórnix anterior (zona AFE). Fue identificado por el médico malayo Chua Chee Ann, en la década de 1990.
Es una zona erógena que cuando se estimula, es capaz de desencadenar una respuesta placentera amplia, puede conducir a una rápida excitación y lubricación vaginal, a veces sin ningún otra forma de estimulación, la manipulación continua resulta en intensas contracciones orgásmicas.
Se reporta que el punto A, se localiza en o cerca del punto más profundo en la pared anterior de la vagina, por encima del cuello del útero, donde la pared anterior de la vagina comienza a curvarse hacia arriba, en la entrada del fórnix anterior (cerca de la cavidad vesico-uterina).
Ya que se localiza en la parte interna de la vagina, a unos 7 centímetros de los labios vaginales, muy adentro en la parte más alta y cerca de la vejiga, es más probable provocar más de un orgasmo y la eyaculación femenina.
Se considera un punto equivalente a la próstata masculina, por encontrarse en el fórnix anterior.

### Punto o área K
Fue llamado así por Barbara Keesling en 1998, de quien toma su nombre. También era llamado el «pasaje misterioso», porque había permanecido desconocido.
Está localizado en la zona final de la vagina, casi llegando al cuello del útero, cerca del fórnix posterior. Se mantiene oculto debido a la presión del útero, de forma que en la mayoría de los casos es inaccesible en las relaciones sexuales.
Algunas mujeres, informan que la estimulación de los dos fórnices aumenta el placer sexual, mientras que otras, reportan que la estimulación del cuello uterino y del fórnix posterior, puede ser muy doloroso.

## Proceso reproductivo
El fórnix posterior, juega un papel importante en el proceso reproductivo, ya que aumenta su capacidad durante el orgasmo y al final se convierte en el lago seminal, ya que allí se deposita el fluido seminal cuando ha ocurrido el coito; a continuación, el semen se licúa, entra en la abertura externa del canal cervical, y desde allí al propio útero.

## Exámenes clínicos

### Culdocentesis
Es un procedimiento médico invasivo, que implica la extracción de líquido anormal mediante la inserción de una aguja larga y delgada por la pared vaginal, debajo del útero (en el fórnix posterior), cuando se sospecha la presencia de contenido en el fondo de la «bolsa de Douglas».
Puede ser una técnica de diagnóstico, utilizada en la identificación de la enfermedad inflamatoria pélvica,  embarazo ectópico, retención de sangre, pus o líquido entrapirotoneal en el fondo de la bolsa de Douglas.

### Coldotomía
En el procedimiento, implica hace una incisión de bisturí a través del fórnix posterior de la vagina, para drenar el líquido de la bolsa rectouterina (bolsa de Douglas), en vez de usar una aguja.